# Witold Gombrowicz
« Gombrowicz » redirige ici. Pour les autres significations, voir Gombrowicz (homonymie).
Œuvres principales
prose: Ferdydurke, Journal, Pornographie, Trans-Atlantique, Cosmos, Bakakai, théâtre: Yvonne, Princesse de Bourgogne, Le Mariage, Opérette
Compléments
witoldgombrowicz.com - portail officiel de l'écrivain
Witold Gombrowicz, né le 4 août 1904 à Małoszyce, près de Opatów, en Pologne alors russe, mort le 24 juillet 1969 en France à Vence, près de Nice (Alpes-Maritimes), est un écrivain polonais qui a influencé de nombreux écrivains, tels que Milan Kundera.

## Biographie
Issu d'une famille de la noblesse terrienne de la région de Varsovie originaire de Lituanie, il étudie le droit à l'Université de Varsovie, puis la philosophie et l'économie à l'Institut des hautes études internationales de Paris. La publication des Mémoires du temps de l'Immaturité en 1933, puis de Ferdydurke en 1937 l'impose comme l'enfant terrible de la littérature moderne polonaise. Il se lie avec les écrivains d'avant-garde Bruno Schulz et Stanislas Witkiewicz (Witkacy).
Arrivé en Argentine pour un court séjour en 1939, l'invasion de la Pologne par l'Allemagne nazie le dissuade de rentrer en Europe. Il finit par y rester pendant vingt-quatre ans, entre Buenos Aires et Tandil, à quelque 300 km de la capitale. Sa vie argentine et ses rares fréquentations dans l'intelligentsia de l'émigration polonaise sont racontées dans son Journal, publié à Paris dans la revue polonaise Kultura ; on en trouve également des échos romancés dans son roman Trans-Atlantique. L'œuvre de Gombrowicz, interdite en Pologne par les nazis, puis par les communistes, tomba dans un relatif oubli jusqu'en 1957, année où la censure fut levée pendant quelques mois et où les premières traductions de ses œuvres commençaient à paraître en Europe.
Gombrowicz n'y revient qu'en 1963, à Berlin d'abord, grâce à une bourse de la fondation Ford. Son œuvre connaît alors un succès croissant en France et en Allemagne. En mai 1964, il s'installe en France à Royaumont, près de Paris. Il y emploie comme secrétaire Rita Labrosse, une Canadienne de Montréal qui devient sa compagne, puis sa femme. En septembre 1964, il déménage définitivement à Vence (près de Nice), petite ville où résident de nombreux artistes et écrivains. En 1967, Cosmos reçoit le Prix international de littérature. Gombrowicz épouse Rita Labrosse le 28 décembre 1968 (après cinq ans de vie commune). Il meurt à Vence en 1969 d'insuffisance respiratoire, à la suite d'une longue maladie.
En 2013, Rita Gombrowicz décide de publier le journal intime de son époux, intitulé Kronos, qui révèle les expériences homosexuelles de Witold Gombrowicz.

## Style
Les œuvres de Gombrowicz sont caractérisées par une analyse psychologique profonde, un certain sens du paradoxe, un ton absurde et anti-nationaliste. En 1937, il publie son premier roman, Ferdydurke, qui présente de nombreux thèmes explorés dans ses écrits précédents : le problème de l'immaturité et de la jeunesse, le masque que revêt l'homme face à autrui et un examen critique du rôle des classes dans la société polonaise et la culture, spécialement parmi les nobles, représentatifs de l'église catholique. Ferdydurke a suscité des critiques acerbes et deux camps rivaux, ses partisans d'une part et ses farouches opposants d'autre part, se sont vite affrontés.
Gombrowicz s'est débattu avec la tradition polonaise et l'histoire difficile de son pays. Souvent, ce combat est le point de départ de ses œuvres, qui restent profondément ancrées dans la tradition et l'Histoire.

## Thèmes
Comme romancier, Gombrowicz part de la tradition du roman comique (au sens de Rabelais, Cervantes, Fielding). Il traite les problèmes existentiels de façon légère et gaie, comme provocatrice, ce qui a souvent été mal compris. Il considère le roman comme stérile et malhonnête par rapport à la réalité.
Parmi ses thèmes récurrents, on trouve :
- la Forme comme seule réalité de notre existence,
- l'Immaturité,
- la Jeunesse,
- l'inter-humain, c'est-à-dire la façon dont les relations inter-personnelles façonnent les personnes (lire en particulier Ferdydurke)
- l'importance de la philosophie (existentialisme)

## Œuvres

### Romans et nouvelles
- Mémoires du temps de l'immaturité (Pamiętnik z okresu dojrzewania), 1933
- Ferdydurke, 1937, ; traduit du polonais par Brone [Roland Martin] ; préface de K. A. Jelenski, Paris, R. Julliard, 1958. FRBNF32179096 .
- Les Envoûtés (Opętani), 1939
- Trans-Atlantique (Trans-Atlantyk), 1953
- Bakakaï (Bakakaj), 1957 (=Mémoire du temps de l'immaturité réédité et complété)
- La Pornographie (Pornografia), 1960
- Cosmos (Kosmos), 1964 (Prix international de littérature en 1967)

### Théâtre
- Yvonne, princesse de Bourgogne (Iwona, księżniczka Burgunda), achevée en 1935, publiée en 1938 et créée en 1957 à Varsovie[4]
- Le Mariage (Ślub), 1953[5]
- Opérette (Operetka), 1967

### Journal(Dziennik)
À l'origine publié successivement en 3 volumes:
- Première partie (1953-1956), 1957
- Deuxième partie (1957-1961), 1962
- Troisième partie (1961-1966), 1966

le Journal est aujourd'hui publié en 2 tomes par Gallimard dans la collection Folio.
- Kronos, (journal intime), Stock, 2016

### Autres
- Cours de philosophie en six heures un quart, 1969
- Testament, Entretiens avec Dominique de Roux, 1969
- Constantin Jelenski et Dominique de Roux (dir.), Cahier Gombrowicz, Éditions de L'Herne, no 14, Paris, 1971, 479 p.  (ISBN 978-2-85197-009-1)
- Souvenirs de Pologne, édition Christian Bourgois,1984
- Contre les poètes, Éditions Complexe,1988, préface de Manuel Carcassonne

## Adaptations de ses œuvres

### Adaptations cinématographiques
- Ferdydurke (1991, GB/POL/FRA) - réalisé par Jerzy Skolimowski.
- Pornografia (2003, POL/FRA) - réalisé par Jan Jakub Kolski.
- Opérette est la pièce répétée et représentée dans le film documentaire La Moindre des choses de Nicolas Philibert (1996).
- Cosmos (2015, FR) - réalisé par Andrzej Żuławski, Prix de la mise en scène au Festival de Locarno en 2015.

### Adaptations musicales
- Die Besessenen (Les Possédés) (2008-2009), opéra composé par Johannes Kalitzke, créé au Theater an der Wien (Vienne, Autriche) le 19 février 2010.
- Opérette (2002) - composée par Oscar Strasnoy, créée en 2003 au Grand Théâtre de Reims.
- Geschichte/L'Histoire (2003) - opéra a cappella composé par Oscar Strasnoy, créé en 2004 au Theaterhaus de Stuttgart par les Neue Vocalsolisten, Stuttgart.
- Opéras tirés de la pièce Yvonne, princesse de Bourgogne (Iwona, księżniczka Burgunda)[4] :
  - Yvonne, Prinzessin von Burgund (en), composé en 1972 par Boris Blacher, dont c'est la dernière œuvre lyrique[4] et qui est aussi l'auteur du livret en allemand[6] ; créé le 15 septembre 1973 à l'opéra de Wuppertal, dans une mise en scène de Kurt Horres[7] où le rôle-titre muet est dansé par Pina Bausch[4] ;
  - Yvonne, opéra de chambre d'Ulrich Wagner, sur un livret en allemand, créé en 1998 à Krefeld, dans une mise en scène de Marcus Lobbes[8] ;
  - Iwona, księżniczka Burgunda, de Zygmunt Krauze, sur un livret en polonais, dont la première mondiale a lieu en 2004 à Paris, au théâtre Sylvia-Montfort, dans une mise en scène de Grzegorz Jarzyna[8] ;
  - Yvonne, princesse de Bourgogne, de Philippe Boesmans, sur un livret en français, créé en janvier 2009 à Paris, à l'opéra Garnier[4], dans une mise en scène de Luc Bondy[8].

### Filmographie
- Piero Sanavio, Gombrowicz, Contro l'Impegno" (35 min), RAI- L'Approdo, Rome, 1971.
- [vidéo] « Witold Gombrowicz » sur ina.fr

#### Bases de données et dictionnaires
- Ressources relatives à l'audiovisuel :   - AllMovie
  - Allociné
  - Filmportal
  - IMDb
  - Unifrance
- Ressources relatives à la littérature :   - The Encyclopedia of Science Fiction
  - Internet Speculative Fiction Database
  - Kritisches Lexikon zur fremdsprachigen Gegenwartsliteratur
  - NooSFere
- Ressources relatives au spectacle :   - Archives suisses des arts de la scène
  - Les Archives du spectacle
  - Encyclopédie du théâtre polonais
  - Kunstenpunt
- Ressources relatives à la musique :   - Discogs
  - MusicBrainz
- Ressource relative à plusieurs domaines :   - Radio France
- Notices dans des dictionnaires ou encyclopédies généralistes :   - Britannica
  - Brockhaus
  - Den Store Danske Encyklopædi
  - Deutsche Biographie
  - Enciclopedia italiana
  - Enciclopedia De Agostini
  - Gran Enciclopèdia Catalana
  - Hrvatska Enciklopedija
  - Internetowa encyklopedia PWN
  - Nationalencyklopedin
  - Munzinger
  - Polski Słownik Biograficzny
  - Proleksis enciklopedija
  - Store norske leksikon
  - Treccani
  - Universalis
- Notices d'autorité :   - VIAF
  - ISNI
  - BnF (données)
  - IdRef
  - LCCN
  - GND
  - Italie
  - Japon
  - CiNii
  - Espagne
  - Belgique
  - Pays-Bas
  - Pologne
  - Israël
  - NUKAT
  - Catalogne
  - Suède
  - Vatican